# Pinacoteca del convento di Sant'Antonio

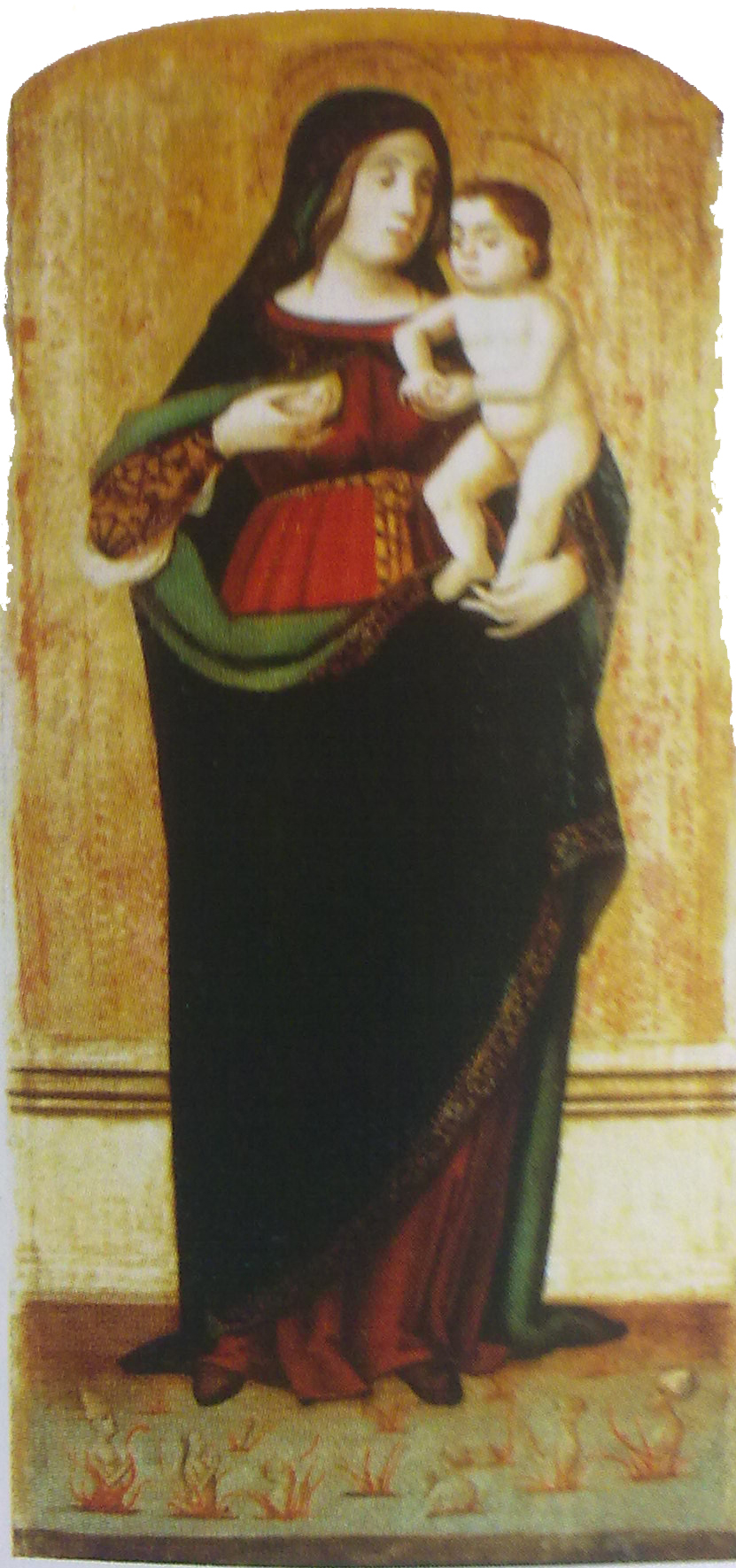
Madonna con Bambino tra le anime del purgatorio

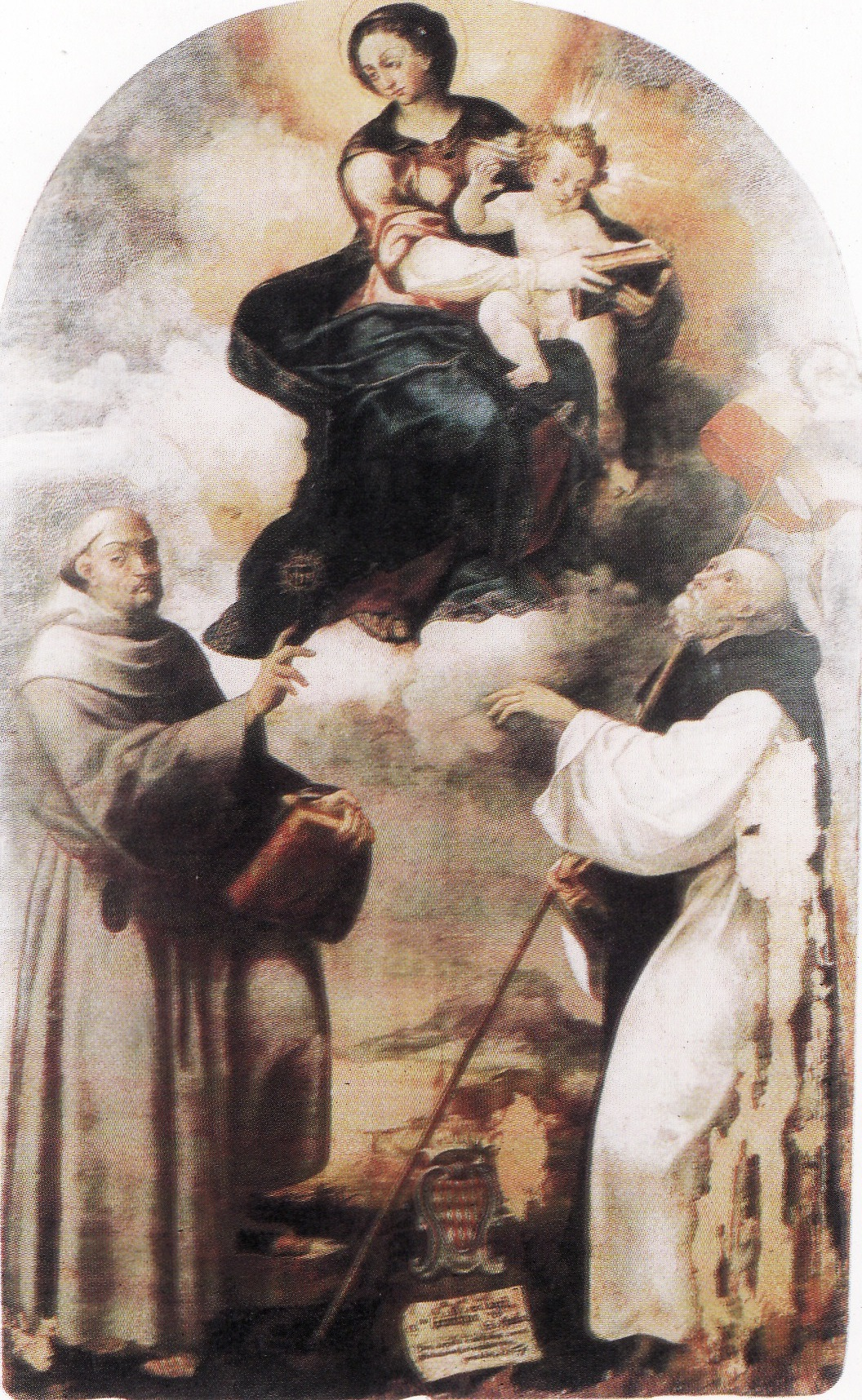
Pietro Negroni, Madonna tra San Bernardino e Sant'Aniello

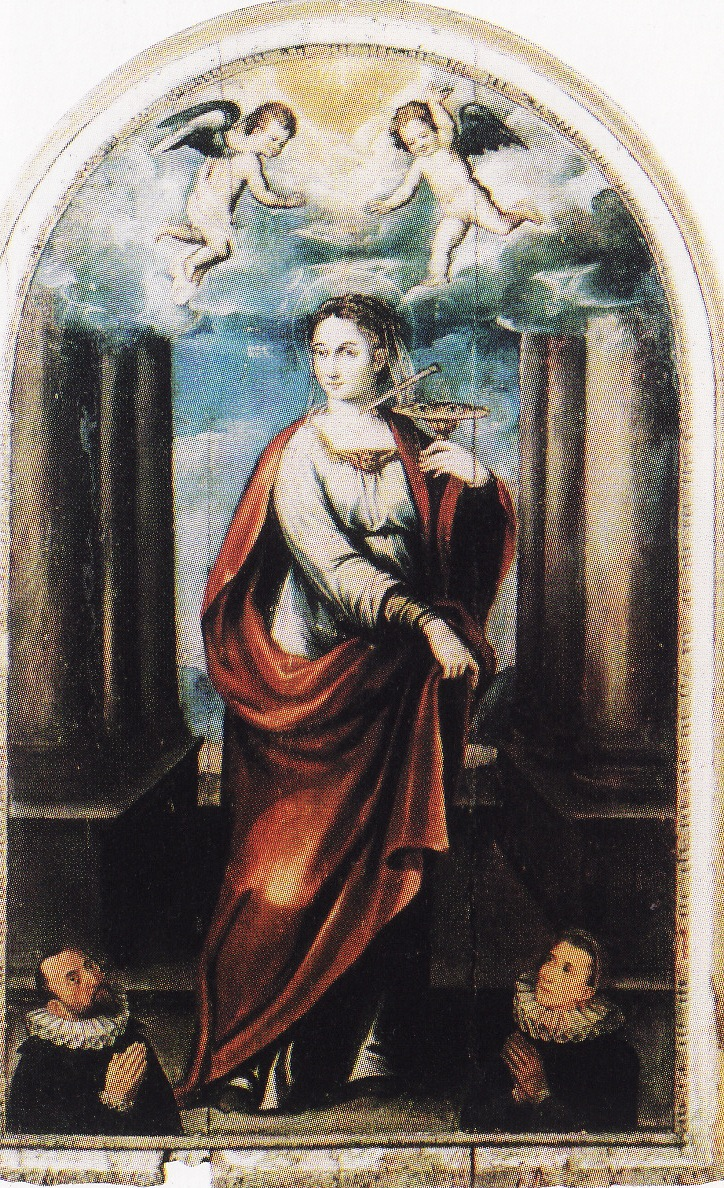
Santa Lucia

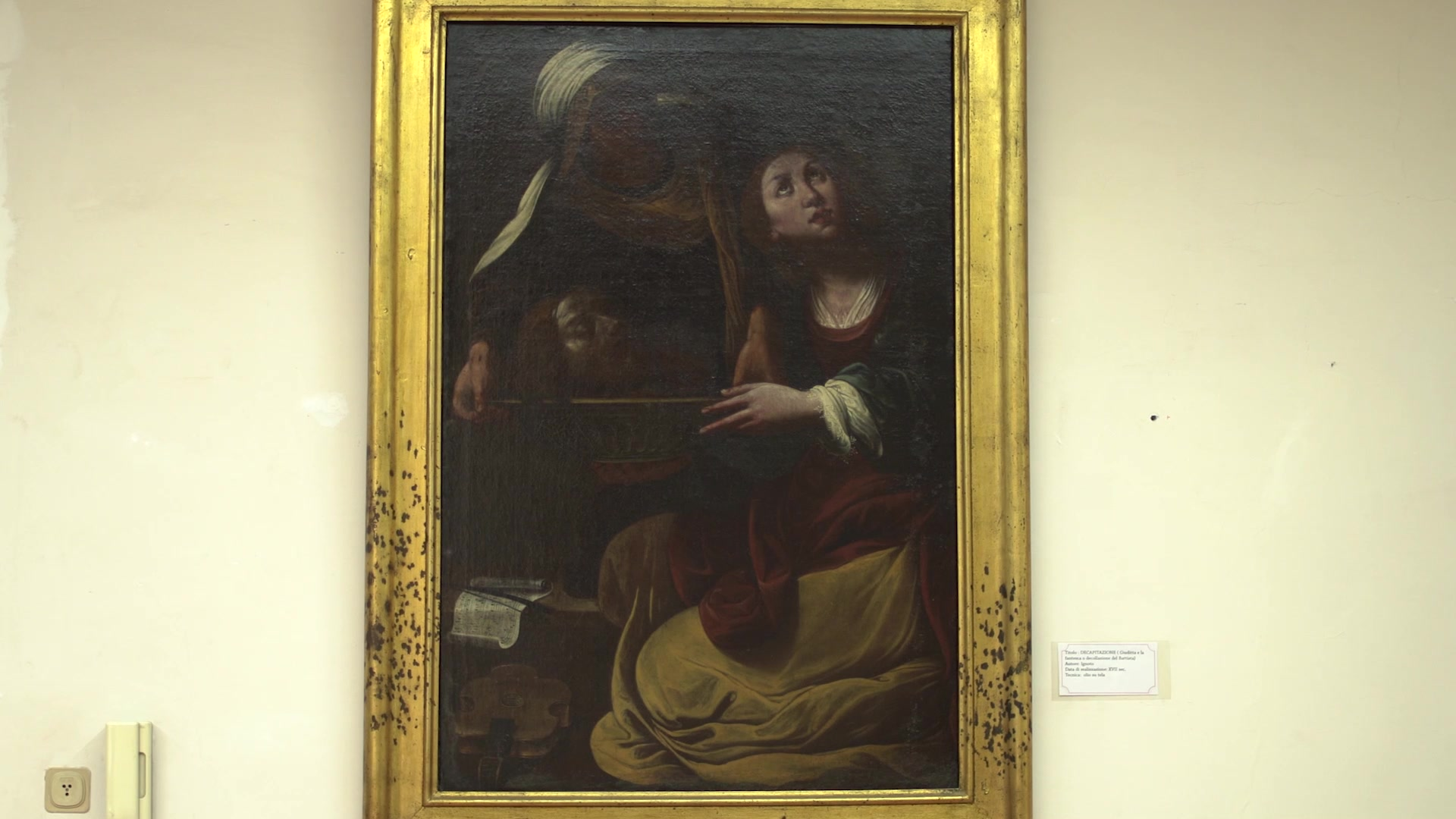
Salomè/Giuditta con le due teste del Battista e di Oloferne nel piatto

La Pinacoteca del convento di Sant'Antonio è un edificio museale che sorge a Nocera Inferiore.

## L'edificio
Ospitata all'interno del convento di Sant'Antonio, ospita dipinti (per la maggior parte olii su tavola) recuperati all'interno del convento per l'opera di salvaguardia di Padre Guglielmo Salierno.
Al 2022, la maggior parte delle opere sono state traslate nella Sala della Congiura, parte del Museo archeologico dell'agro nocerino, le restanti opere sono ancora esposte tra la sala principale della pinacoteca ed il suo corridoio.

## La collezione

### Sala della Congiura
- Santa Caterina d'Alessandria e San Lorenzo martire

Il dipinto della Santa è raffigurato secondo l'iconografia tradizionale: nella mano sinistra stringe la palma, mentre quella destra poggia sull'elsa della spada; vicino vi è la ruota dentata, strumento del suo martirio. È attribuito a Marco Cardisco che fu a Nocera nella chiesa dei Conventuali per i lavori di dipintura del cassettonato. Tuttavia il pannello della Santa, insieme all'altro, San Lorenzo, potrebbero rappresentare i superstiti del polittico della Madonna del Carmine, attribuito a Severo Ierace XVI secolo. 
Durante il saggio di pulitura del San Lorenzo al di sotto della figura attuale, è riaffiorata la figura di un Sant' Antonio di Padova. Oggi i simboli del Santo lasciati in evidenza, per cui si possono notare il cingolo francescano e il giglio, segno questo di una sovrapposizione di immagine o di ripensamento in corso d'opera.
Pertinente all'originale sono sia il volto del santo che la mano destra (nella quale una palma ha sovradipinto l'ex giglio).
- Madonna del Carmine

La Vergine mantiene sulle sue ginocchia un cuscino, sul quale siede il Bambino seminudo che, avvolto da un leggero velo, le accarezza il mento. La Madonna porta un leggero velo trasparente che le copre il capo e con la mano sinistra mostra le sue grazie al Bambino che le accarezza amorevolmente. In alto due Angeli incoronano la Vergine, mentre ai lati due angioletti a mezzo busto le fanno corona. La scena rappresenta l'intimità affettuosa della Madre con il Bambino. L'opera, commissionata dalla famiglia Sellitti, si data al 1541, ed è attribuita a Severo Ierace. 
- Madonna delle Grazie e anime purganti

Il dipinto doveva presentarsi come un retablo. A incorniciare le figure doveva esserci un ricco intaglio ligneo dorato, come evidenziato dalla struttura ancora esistente. La Vergine è raffigurata in piedi, avvolta da un ampio manto verde scuro drappeggiato tutt'intorno da un ricco ricamo in oro, dal quale si intravede una semplice veste rossa. La mano destra sorregge con le dita la mammella destra. Il Bambino preme con ambedue le mani il capezzolo del seno sinistro di Maria per permettere al latte di scorrere fino alle minuscole anime. L'artista raffigura alcune buche infuocate, ma non tutte le anime si protendono verso l'immagine della Madonna in atteggiamento orante, ma si scorgono anche solo mani che fuoriescono dalle buche, oppure altre rovesciate a testa in giù e con le gambe che si intravedono appena. Il dipinto va a sottolineare il livellamento operato dalla morte e la sua azione egualizzatrice di ordini e classi. 
- Madonna d'Alba

Il tondo raffigurante la Madonna d'Alba, è copia dell'originale di Raffaello (che fu ospitato a Nocera sino alla metà del XVII secolo).
- Sposalizio mistico di Santa Caterina da Siena

Copia dall'originale posto sull'altare maggiore della chiesa di Sant'Antonio, fa parte di un trittico del 1519 a firma di Andrea Sabatini da Salerno. Completano il polittico le raffigurazioni di San Pietro e San Paolo.
- Adorazione dei Magi

Pregevole opera del XV secolo. La sacra rappresentazione mostra in lontananza paesaggio marino con alcune imbarcazioni dando l'immagine del golfo di Napoli. Nell'andamento distinto dei Magi, dall'eleganza dei movimenti e dalla postura dei piedi, si può riscontrare una conoscenza riconducibile alla pittura del Perugino. Un paggetto che accompagna il corteo reale è stato interpretato anche come quarto re.
- Sant'Andrea e San Michele Arcangelo

I due oli su tavola sono attribuiti a Marco Cardisco, ad Andrea da Salerno e al Maestro di Barletta. Facevano probabilmente parte di un polittico insieme al San Sebastiano e al San Nicola di Bari.
- San Nicola di Bari

Insieme con il Sant'Andrea, il San Sebastiano e il San Michele Arcangelo ha fatto supporre l'esistenza di un polittico, ormai scompaginato o una collocazione originale contigua probabilmente nel cassettonato ligneo della chiesa, smontato nell'Ottocento perché pericolante. 
I quattro pannelli presentano elementi stilistici riconducibili ad una stessa mano e le misure lasciano sottendere a questo probabile inserimento compositivo unitario. 
Elementi caratterizzanti ripropongono la stessa morbidezza nei panneggi, lasciano intravedere una buona profondità prospettica. Le figure, impostate in primo piano, danno vita ad una accentuata monumentalità di immagine, accresciuta anche dalla scelta dei colori. Queste caratteristiche consentono un accostamento alla maniera portata avanti agli inizi anni Venti dal cosiddetto Maestro di Barletta. 

### Pinacoteca
- Madonna con Bambino, San Bernardo e Sant'Aniello

L'olio su tela è datato tra 1561 o 1567, a seconda dell'interpretazione che si è data alla cifra posta dal Negroni stesso dopo il "6". 
Questa data ha scatenato un piccolo dibattito sull'anno di morte dell'autore: il De Dominici, citando il Vasari, la pone nel 1565, ma una l'interpretazione della cifra presente sul quadro posticiperebbe la dipartita del Negroni di almeno due anni:
(G. Salierno - V. Piccolo, La pinacoteca (ed altre opere conservate) nel convento di S. Antonio Nocera Inferiore, Melfi 1997)
Quanto all'opera, la composizione del solenne dipinto segna l'apice dello sviluppo artistico e culturale dell'artista, centrando i temi della nuova evoluzione artistica basata sull'innovazione introdotta da Polidoro da Caravaggio. La tavola è apparentemente tradizionale, sia per il tema della "Sacra Conversazione", sia per la posizione simmetrica dei santi ai lati della Vergine. 
La scelta di posizionare in alto la Madonna serve al pittore per darle il ruolo di tramite fra sacro e profano.
Committente dell'opera fu la famiglia Grimaldi, il cui stemma campeggia alla base del quadro.
- Salomè/Giuditta con le teste del Battista ed Oloferne

Opera di incerta attribuzione. Riprende il topos di Caravaggio, sul piatto si scorgono due teste, riprendendo quindi le due più famose decapitazioni dal nuovo e dall'antico testamento.
- Incontro di Gesù con le pie donne

Opera del XVII secolo, è stata attribuita a Francesco Di Maria.
- Santa Lucia

Di incerta origine l'opera è comunemente ritenuta di stile fiammingo o addirittura siciliana, si nota l'aggiunta postuma delle figure dei committenti.

### Corridoio
- Trinità

Il dipinto, attribuito al XVI secolo è occupato per intero dall'ampia figura del Padre assiso in gloria, raffigurato nell'atto di sorreggere il Figlio in croce. La colomba dello Spirito Santo, appoggiata sul braccio destro della Croce, si presenta con le ali spiegate, come appena appoggiata. Lo sfondo è diviso in due parti nella metà superiore un arcaizzante fondo oro, nella metà inferiore una densa nuvola.